# Szpikołosy (obwód lwowski)
Szpikołosy (ukr.  Шпиколоси) – wieś na Ukrainie w rejonie czerwonogrodzkim obwodu lwowskiego.
W 2001 roku liczyła 380 mieszkańców.